# Croque-Pockle
Croque-Pockle (ころんでポックル, Korondepokkuru) est un manga de Yumiko Igarashi, prépublié dans le magazine Nakayoshi et publié en trois tomes par Kōdansha entre octobre 1982 et décembre 1983. La version française est éditée par Taifu Comics entre août 2007 et décembre 2007.